# Beatriz Recari
Beatriz Recari Eransus (Pamplona, 21 de abril de 1987) es una golfista profesional española que participa en el Ladies European Tour y el LPGA Tour.

## Carrera amateur
Nacida en Pamplona (Navarra) Recari comenzó a practicar el golf a la edad de once años y disfrutó de una exitosa carrera amateur, con victorias en el Campeonato de España Amateur (2004) y el Campeonato de Francia Amateur (2005).
En 2003, acabó subcampeona en el British Girls Amateur Championship. Ganó el Campeonato Europeo por Equipos como miembro de la selección española (2004) y formó parte del equipo europeo en la Junior Solheim Cup (2005).
Formó parte de la generación más importante del golf femenino español junto con Azahara Muñoz, María Hernández, Belén Pozo y Carlota Ciganda. En 2014 consiguió la International Crown con el equipo español (Muñoz Mozo, Ciganda y Recari). Contó con el apoyo de su familia y de su novio, Andreas Thorp, que le asistió como caddy cada semana.
Tras sufrir una fractura de tibia (2020), que le llevó al quirófano en tres ocasiones, anunció (2022) su retirada. A lo largo de su carrera disputó 218 torneos LPGA Tour, obteniendo medallas en tres torneos individuales y uno por equipos, por lo que es la española más laureada en Estados Uniodos.

## Victorias como profesional (4)

### LPGA Tour (3)
| N.º | Fecha                 | Torneo                      | Puntuación      | Par | Margen de victoria | Subcampeón     | Premio del ganador ($) |
| --- | --------------------- | --------------------------- | --------------- | --- | ------------------ | -------------- | ---------------------- |
| 1   | 17 de octubre de 2010 | CVS/pharmacy LPGA Challenge | 68-66-70-70=274 | –14 | 1 golpe            | Gwladys Nocera | 165,000                |
| 2   | 24 de marzo de 2013   | Kia Classic                 | 69-67-69-74=279 | –9  | Playoff            | In-Kyung Kim   | 255,000                |
| 3   | 21 de julio de 2013   | Marathon Classic            | 69-65-67-66=267 | –17 | 1 golpe            | Paula Creamer  | 195,000                |

### Ladies European Tour (1)
| N.º | Fecha                | Torneo          | Puntuación   | Par | Margen de victoria | Subcampeón   | Premio del ganador (€) |
| --- | -------------------- | --------------- | ------------ | --- | ------------------ | ------------ | ---------------------- |
| 1   | 29 de agosto de 2009 | Finnair Masters | 65-64-73=202 | –11 | Playoff            | Iben Tinning | 30 000                 |

## Apariciones en Equipo
Amateur
- Junior Solheim Cup (representando a Europa): 2005

Profesional
- Solheim Cup (representando a Europa): 2013 (ganadoras)
- International Crown (representando a España): 2014 (ganadoras)

### Registro en la Solheim Cup
| Año    | Total Partidos | Total W-L-H | Individuales W-L-H                  | A cuatro W-L-H                                                      | Fourballs W-L-H                      | Puntos Ganados | Puntos % |
| ------ | -------------- | ----------- | ----------------------------------- | ------------------------------------------------------------------- | ------------------------------------ | -------------- | -------- |
| Career | 4              | 3-1-1       | 1-0-0                               | 1-1-0                                                               | 1-0-0                                | 3              | 75.0%    |
| 2013   | 4              | 3-1-0       | 1-0-0 derrotó a Angela Stanford 2&1 | 1-1-0 ganó con Suzann Pettersen 2&1 perdió con Suzann Pettersen 2&1 | 1-0-0 ganó con Karine Icher 2 arriba | 3              | 75.0%    |